# Archeologie in Vlaanderen

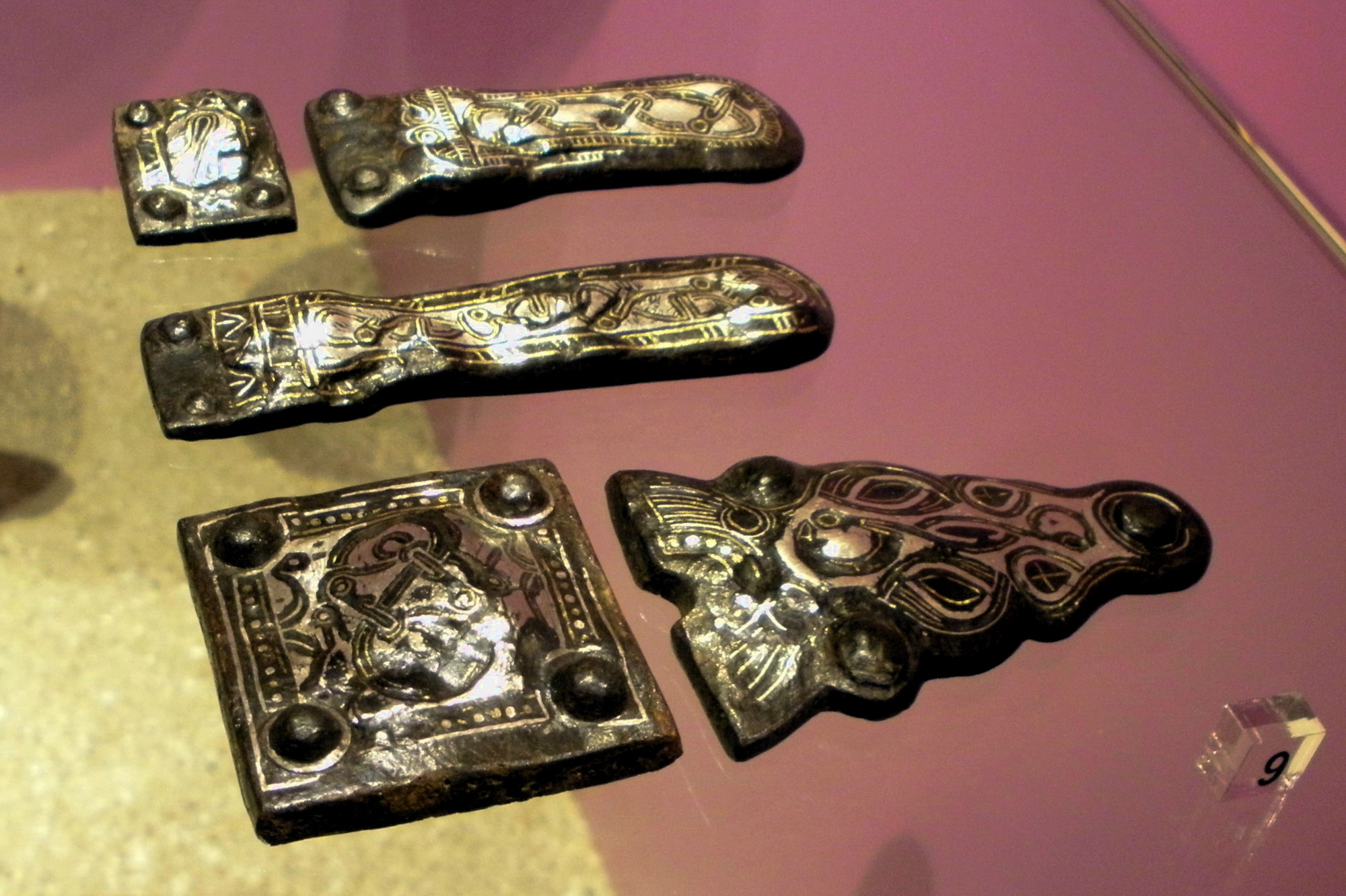
Tentoongestelde archeologische vondst uit Ophoven, Merovingisch, zevende eeuw

Archeologie in Vlaanderen is een beleidsgebied van de Vlaamse Regering. Het archeologisch onderzoek wordt in Vlaanderen uitgevoerd door zowel private instellingen als overheidsinstellingen. Er wordt zoveel mogelijk gewerkt "in de geest van het Verdrag van Malta". De financiële lasten van veldwerk en basisrapportage worden grotendeels gedragen door de verstoorder van het archeologisch bodemarchief. Alle basisrapportages tezamen vormen het ex-situbodemarchief, de primaire data van waaruit publicaties kunnen voortvloeien in diverse (inter)nationale media. De kwaliteit van de archeologie in Vlaanderen kan worden getoetst aan de hand van deze publicaties.

## Systematiek
Archeologisch veldwerk wordt pas uitgevoerd indien blijkt dat bekende archeologische waarden omwille van toekomstige verstoringen niet meer in situ bewaard kunnen blijven. De omzetting van het in-situarchief naar een ex-situarchief (op zowel analoge als digitale formaten) gebeurt volgens gereguleerde systemen. Voor Vlaanderen zijn daartoe door de overheid minimunnormen beschreven. Deze systematische manier van werken is nodig om te allen tijde te kunnen beschikken over vergelijkbare datasets. Deze datasets worden beschouwd als werkdocumenten (het "wetenschappelijk potentieel") en vormen de basis van het synthetiserend en wetenschappelijk onderzoek. Het Vlaams Instituut voor het Onroerend Erfgoed (VIOE) en andere kenniscentra spelen een centrale rol in de ontsluiting van dit wetenschappelijk potentieel.

## Vlaams Instituut voor het Onroerend Erfgoed
Het Vlaams Instituut voor het Onroerend Erfgoed (VIOE) is een wetenschappelijke instelling van de Vlaamse overheid die geïntegreerd onderzoek verricht naar het archeologisch, monumentaal en landschappelijk erfgoed in Vlaanderen in dienst van het beleid.
Het beheer en de bescherming van het monumentaal, landschappelijk en archeologisch erfgoed berust bij R-O Vlaanderen, entiteit Onroerend Erfgoed (voorheen: Afdeling Monumenten en Landschappen. Het Vlaams Instituut voor het onroerend erfgoed (VIOE) werd opgericht op 1 maart 2004 bij Besluit van de Vlaamse Regering (5 maart 2004). Het instituut is ontstaan uit
het voormalige Instituut voor het Archeologisch Patrimonium (IAP) en een aantal gespecialiseerde onderzoekers van de voormalige afdeling Monumenten en Landschappen.
Het Instituut heeft als missie om vanuit de opdracht van de overheid inzake de zorg voor het onroerend erfgoed, in te staan voor het onderzoek van, kennisbeheer en kennisverspreiding over, en ontsluiting van het onroerend erfgoed (monumenten, landschappen, archeologie, varend erfgoed).

## Forum voor Vlaamse Archeologie
In 2005 werd het Forum voor Vlaamse Archeologie opgericht, voornamelijk door mensen die tewerk worden gesteld in de archeologische sector. Zij streven volgende doelstellingen na:
1. Een onafhankelijke, kritische maar vooral constructieve pleitbezorger zijn voor de Vlaamse archeologie, zowel bij de overheid als bij het brede publiek.
2. De pitbull zijn die de overheid en alle andere factoren aan de gemaakte beloften herinnert en niet aflaat aan te dringen op een onverwijlde toepassing ervan.
3. De interesse voor de Vlaamse archeologie stimuleren door in beeld te komen via de pers en andere kanalen.
4. Het archeologisch onderzoek in al zijn facetten en het noodonderzoek in het bijzonder een nieuwe impuls bezorgen door middelen en personeel te bepleiten.
5. Het Verdrag van Malta eindelijk in de wetgeving geïmplementeerd vinden.
6. Professionele en vrijetijdsarcheologen zowel als erfgoedzorgers en -bezorgden in een constructieve dialoog brengen.
7. De belangen van de Vlaamse archeologie verdedigen.

## Onderwijs
In Vlaanderen kan men archeologie studeren aan drie universiteiten. Aan de Katholieke Universiteit Leuven en aan de Universiteit Gent bestaat een opleiding tot bachelor en master in de Archeologie. De VUB combineert dat met "Kunstwetenschappen".